# What the Fuck Is This?
What the Fuck Is This? es una demo de la banda de thrash metal noruega Equinox, publicada en junio de 1988.

## Lista de canciones
| N.º | Título                                       | Duración |  |
| 1.  | «Pharaoh Dance»                              |          |  |
| 2.  | «No. 1»                                      |          |  |
| 3.  | «The King»                                   |          |  |
| 4.  | «Realm of Darkness»                          |          |  |
| 5.  | «Too Drunk to Fuck» (Cover de Dead Kennedys) |          |  |

## Créditos
- Grim Stene – Guitarra y voz
- Tommy Skarning – Guitarra
- Skule Stene – Bajo
- Ragnar Westin – Batería